# Cyliosomella castaneum
Cyliosomella castaneum är en mångfotingart som beskrevs av Karl Wilhelm Verhoeff 1924. Cyliosomella castaneum ingår i släktet Cyliosomella och familjen Sphaerotheriidae. Inga underarter finns listade i Catalogue of Life.